# 악마가 미워
〈악마가 미워〉(일본어: 悪魔がにくい 아쿠마가니쿠이[*])는 일본의 밴드 히라타 타카오와 셀스타즈의 데뷔 싱글로서, 1971년 8월 10일 발매되었다. (7" Vinyl: DAN-VA-1) B 사이드 곡은 〈사랑은 슬픈 이야기〉(恋は悲しい物語 코이와카나시이모노가타리[*])이며, 두 곡의 작사와 작곡 모두 히라타 타카오가 했고, 편곡은 츠치모치 시로 (土持城夫)가 맡았다.
처음에는 그다지 주목받지는 못했던 곡이지만, 발매 후 4개월가량 지났을 무렵 오리콘 차트 10위권내에 진입하게 된다. 그로부터 6주 뒤인 1972년 1월 10일 처음으로 1위를 차지했으며 5주간 1위를 유지했다. 그 후로 33주간 차트 100위권 내에 머물렀다.
공식 홈페이지에 따르면 싱글의 누적 판매량은 100만 장 이상이다.

## 수록곡
| #            | 제목                                        | 작사          | 작곡          | 편곡          | 재생 시간 |
| ------------ | ------------------------------------------- | ------------- | ------------- | ------------- | --------- |
| 1.           | 〈〈악마가 미워〉〉 (悪魔がにくい)          | 히라타 타카오 | 히라타 타카오 | 츠치모치 시로 | 3:16      |
| 2.           | 〈〈사랑은 슬픈 이야기〉〉 (恋は悲しい物語) | 히라타 타카오 | 히라타 타카오 | 츠치모치 시로 | 2:51      |
| 총 재생 시간 | 총 재생 시간                                | 총 재생 시간  | 총 재생 시간  | 총 재생 시간  | 6:07      |